# 高山通泉草
高山通泉草（学名：Mazus alpinus）为玄參科通泉草屬下的一个种。

## 扩展阅读
- 維基物種上的相關：高山通泉草